# Голованово (Новосибірська область)
Голованово (рос. Голованово) — селище у Барабінському районі Новосибірської області Російської Федерації.
Входить до складу муніципального утворення Новочановська сільрада. Населення становить 145 осіб (2010).

## Історія
Згідно із законом від 2 червня 2004 року органом місцевого самоврядування є Новочановська сільрада.

## Населення
| 2002 | 2007 | 2010 |
| ---- | ---- | ---- |
| 211  | ↘196 | ↘145 |